# Kjeld Kirk Kristiansen
Kjeld Kirk Kristiansen   (Billund, 27 de desembre de 1947) és un empresari danès, antic president i CEO del Grup Lego (1979–2004). Segons la revista Forbes, Kristiansen és el tercer Danès més ric, amb un patrimoni net de 4.7$ bilions el febrer de 2020. És el net del fundador de Lego Ole Kirk Christiansen.

## Biografia
Va néixer a Billund, Dinamarca, fill de Godtfred Kirk Christiansen, que va treballar amb el seu avi, Ole Kirk Christiansen, en el negoci familiar: Lego. En la seva infància sovint va inspirar i va provar nous conceptes de models i les seves instruccions de construcció. També va aparèixer a molts dels paquets i materials de màrqueting de l'empresa. Llicenciat per la Universitat d'Aarhus i MBA per la IMD Business School, Suïssa, el 1979, esdevingué president i CEO del Grup Lego. Va introduir temes, minifigures, LEGO.com, Lego Mindstorms i propietats amb llicència. El 2004, va deixar el càrrec com a president i CEO per enfocarse en la seva funció de propietari del Grup Lego i vicepresident del consell d'administració, mantenint el seu paper de president del consell de KIRKBI A/S, Lego Holding A/S i la Fundació Lego. Lego és una companyia privada i està controlada per la família Kristiansen i els les seves fundacions.
Kristiansen i la seva muller, Camilla, viuen a Dinamarca i tenen tres fills. La seva filla més jove és la genet de doma danèsa Agnete Kirk Thinggaard.
Kristiansen és 

## Premis
Ha rebut els següents premis en la seva carrera professional.
- Cavaller de 1a Classe de Dinamarca, Orde de la Dannebrog[6]
- 1996: Premi Llibertat del laMax Schmidheiny Foundation, Suïssa[7]
- 1996: Premi Empresarial Familiar de l'Institut Internacional pel Desenvolupament d'Administració (IMD), Suïssa[8]
- Moran (Peony) insígnia de l'Ordre de Mèrit Civil del govern coreà
- Premi del fundador de Dean Kamen
- 2008: va ingressar en la National Toy Hall of Fame.[3][9]